# 5
العام 5 م هو العام الخامس وفق التقويم الميلادي.

## الأحداث

### حسب المكان

#### الإمبراطورية الرومانية
- روما تعترف بكونوبيلينوس ملك الكاتوفيلاونيين ملكًا على بريطانيا.
- القبائل الجرمانية في كيمبريون وتشاريدس ترسل سفراء إلى روما.
- غنايوس كورنيليوس سينا ماغنوس ولوسيوس فاليريوس ميسيلا فوليسيوس (أو غايوس أتيوس كابيتو) يصبحان قنصلين.
- تيبيريوس ينتصر على الجرمان.
- أغريبينا الكبرى تتزوج جرمانيكوس ابن عمها.
- ليفيلا تتزوج دروسوس يوليوس قيصر ابن تيبيريوس.
- بوليشارموس أزينيوس يصبح حاكمًا لأثينا.

#### الصين
- الإمبراطور يمنح وانغ مانغ عددًا من الجوائز والامتيازات مما يزيد من نفوذه المتصاعد.[1]

## مواليد
- روزي ينغ ابن حفيد الإمبراطور تشان هان (توفي عام 25 م)
- ين ليهوا إمبراطورة الصين (توفيت عام 64 م)
- بولس الطرسوسي (توفي عام 67 م) (تاريخ تقريبي)